# یژور ویلکیه
یژور ویلکیه (به لاتین: Jeziory Wielkie) یک روستا در لهستان است که در گمینا زانگمشل واقع شده‌است. یژور ویلکیه ۳۵۰ نفر جمعیت دارد و ۷۰ متر بالاتر از سطح دریا واقع شده‌است.